# Musikåret 1948

## Händelser

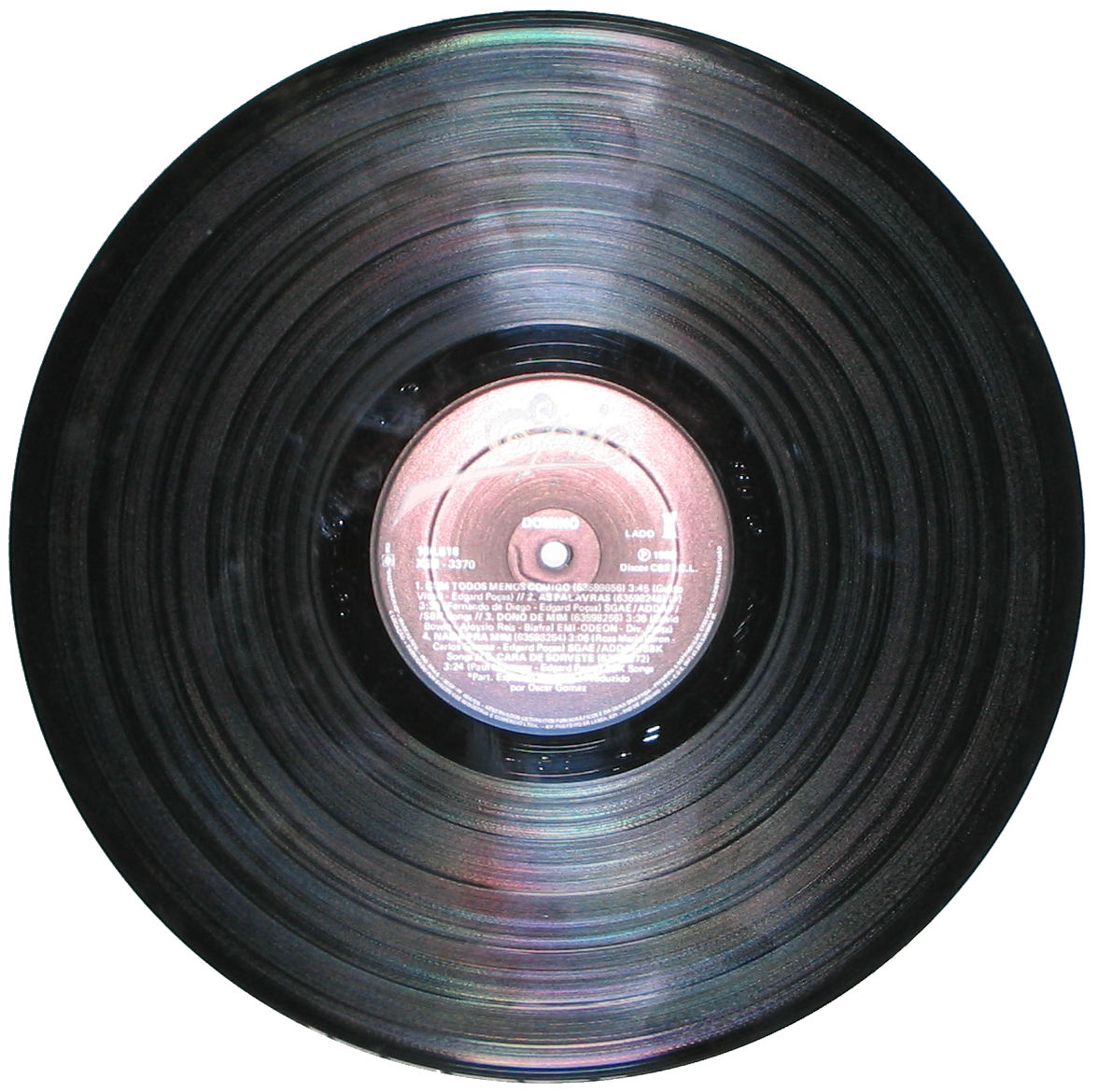
LP-skiva.

- 16 februari – Povel Ramel sjunger in Tjo vad det var livat i holken i lördags.
- 21 juni – Skivbolaget Columbia lanserar LP-skivan[1] som skall ersätta lackskivorna [2].
- okänt datum – Artisten Lapp-Lisas skivmärke grundas.[3]
- okänt datum – Skivmärket MGM börjar under sommaren säljas i Sverige.[4]

## Priser och utmärkelser
- Medaljen för tonkonstens främjande – Giovanni Turicchia

## Årets singlar & hitlåtar
Vänligen sortera soloartister på efternamn, musikgrupper på förstabokstaven (utan engelskans "The" och "A")
- Edvard Persson – En fattig trubadur [5]
- Carl Otto Taube – Här är den sköna sommar [6]

## Klassisk musik
- Harold Shapero – Symfoni för klassisk orkester[7]

## Årets sångböcker och psalmböcker
- Evert Taube – Ballader i det blå [8]

## Födda
- 7 januari – Anders Melander, svensk popmusiker och kompositör.
- 4 februari – Alice Cooper, eg. Vincent Damon Furnier, amerikansk rocksångare.
- 5 februari – Christopher Guest, amerikansk filmregissör, manusförfattare, kompositör och skådespelare.
- 11 februari – Robert Fröman, svensk tonsättare.
- 8 mars – Peggy March, amerikanska sångare.
- 12 mars – James Taylor, amerikansk popmusiker.
- 22 mars – Andrew Lloyd Webber, brittisk kompositör.
- 26 mars – Steven Tyler, amerikansk rockmusiker, sångare i Aerosmith
- 21 april – Klas Möllberg, svensk artist, sångare och skådespelare.
- 28 april – Åke Raask, svensk sångare och artist.
- 31 maj – Martin Hannett, brittisk musikproducent.
- 17 juni – Eddie Meduza, svensk musiker.
- 12 juni – Lyn Collins, amerikansk låtskrivare och sångare.
- 19 juni – Nick Drake, brittisk låtskrivare och sångare.
- 22 juni – Todd Rundgren, amerikansk sångare, gitarrist, pianist och saxofonist.
- 3 juli – Peter Ruzicka, tysk tonsättare och dirigent.
- 4 juli – Tommy Körberg, svensk sångare och skådespelare.
- 5 juli – Py Bäckman, svensk låtskrivare och sångare.
- 11 juli – Martin Rushent, brittisk musikproducent.
- 16 juli – Rubén Blades, panamansk skådespelare och salsasångare från Panama, numera politiker och turistminister.
- 19 juli – Bart Haynes, amerikansk musiker, trummis i The Castiles 1965–1966.
- 21 juli – Cat Stevens, eg. Steven Demitri Georgiou, brittisk popsångare, gitarrist och låtskrivare.
- 21 juli – Anders Berglund, svensk kapellmästare, musiker, arrangör och kompositör.
- 11 augusti – Kenneth "Kenta" Gustafsson, svensk sångare och missbrukare som blev känd genom Dom kallar oss mods.
- 4 september – Stefan Ljungqvist, svensk skådespelare och operasångare.
- 13 september – Rolf Adolfsson, svensk textförfattare och kompositör.
- 26 september – Olivia Newton-John, amerikansk sångare och skådespelare.
- 29 september – Theo Jörgensmann, tysk klarinettist och kompositör.
- 8 oktober – Johnny Ramone, amerikansk musiker.
- 9 oktober – Jackson Browne, amerikansk sångare och kompositör.
- 24 oktober – Barry Ryan, brittisk sångare.
- 25 oktober – Glenn Tipton, brittisk musiker, gitarrist i Judas Priest.
- 29 oktober – Kerstin Jeppsson, svensk tonsättare.
- 1 november – Jim Steinman, amerikansk musiker, kompositör och skivproducent.
- 3 november – Lulu, brittisk sångare.
- 6 november – Glenn Frey, amerikansk sångare, gitarrist och skådespelare.
- 10 november – Greg Lake, brittisk rockmusiker, basist.
- 20 november – Barbara Hendricks, amerikansk sångare (sopran).
- 3 december – Ozzy Osbourne, brittisk musiker, sångare i Black Sabbath.
- 13 december – Ted Nugent, amerikansk rock-and-roll-musiker.
- 25 december – Barbara Mandrell, amerikansk sångare.
- 27 december – Larry Byrom, amerikansk kompositör, sångtextförfattare och musiker (gitarr).
- 31 december – Donna Summer, amerikansk sångare.

## Avlidna
- 6 april – Eric Bengtson, 50, svensk kapellmästare, musikarrangör, tonsättare och dirigent.
- 3 maj – Gideon Wahlberg, 57, svensk författare, teaterledare, skådespelare och kompositör.
- 14 juni – Ernst Ellberg, 79, svensk tonsättare.
- 21 juli – Hildur Broström, 82, svensk tonsättare.
- 8 oktober – Sven Körling, 69, svensk kompositör.
- 24 oktober – Franz Lehár, 78, ungersk operettkompositör.

### Fotnoter
1. ↑   The First Long-Playing Disc, Library of Congress (Congress.gov) (läst 21 juni 2021)
2. ↑  20:e århundrades När Var Hur - 1948, Bernt Himmelstedt, Forum, 1999
3. ↑  ”78:or & film”. http://78-varv.atspace.cc/lapplisa.htm. Läst 3 juni 2011.
4. ↑  ”78:or & film”. http://78-varv.atspace.cc/mgm.htm. Läst 3 juni 2011.
5. ↑  ”Svensk mediedatabas”. http://smdb.kb.se/catalog/id/000079612. Läst 22 mars 2011.
6. ↑  ”Låtar du trodde var svenska”. http://smdb.kb.se/catalog/id/000094590. Läst 22 mars 2011.
7. ↑  p. 846, Slonimsky (1971) Nicolas. 4th Edition. New York Music Since 1900 Charles Scribner's Sons
8. ↑  ”Evert Taubes visböcker med innehåll”. http://www.abc.se/~m8169/taube/taubevis.html. Läst 23 mars 2011.